# Glocke vor dem Bochumer Rathaus

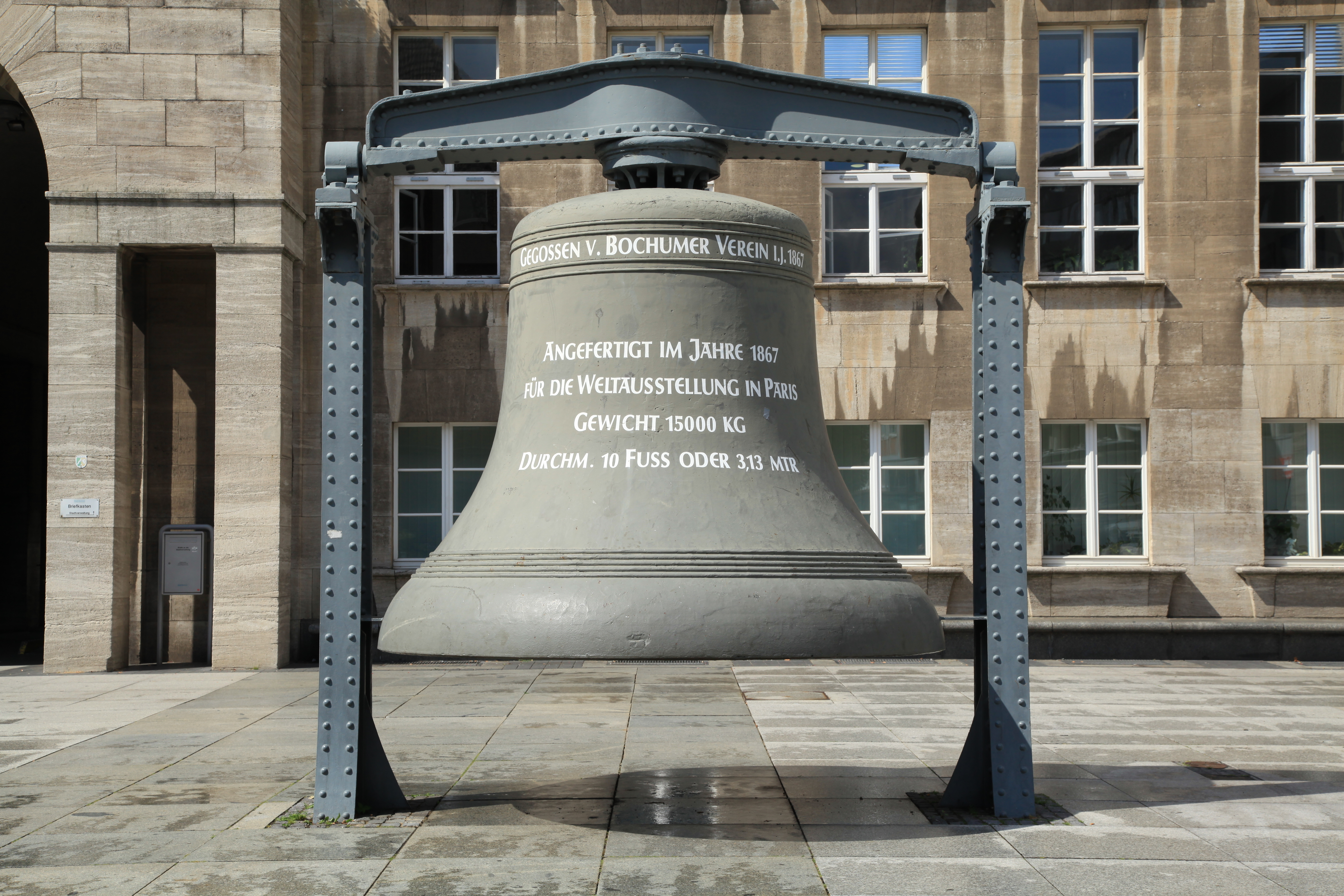
2012

Die Glocke vor dem Bochumer Rathaus ist eine Glocke vor dem Rathaus in Bochum. Es ist die zweitschwerste Glocke Deutschlands. Sie wurde 1867 vom Bochumer Verein für Bergbau und Gußstahlfabrikation hergestellt und wiegt 14.750 kg, ihr Durchmesser beträgt zehn Fuß bzw. 3,13 Meter, der Schlagton ist d0. Jacob Mayer, Erfinder des Formgussverfahrens für Gussstahl 1847 und Gründer des Unternehmens, präsentierte die Glocke auf der Weltausstellung Paris 1867. Anfang der 1930er stand die Glocke auf dem Werksgelände hinter der Siedlung Stahlhausen. Sie befand sich ab Juni 1937 vor dem Verwaltungsgebäude des Bochumer Vereins beim Walzwerk Höntrop an der Essener Straße und wurde im Zweiten Weltkrieg beschädigt. In den 1970er Jahren musste sie einer Straßenerweiterung weichen. Sie wurde von der Krupp Stahl AG der Stadt Bochum überlassen und 1979 vor dem Rathaus aufgestellt; ihr Klöppel ist seitdem verloren.
Mayer stellte die Glocken auf der Gewerbe-Ausstellung zu Düsseldorf 1852 vor. Alfred Krupp ging davon aus, dass die Glocken aus Gusseisen und nicht aus Gussstahl bestanden, so dass es auf der Weltausstellung Paris 1855 zum Eklat kam, wo drei Glocken ausgestellt waren. Mayer willigte ein, eine noch rohe Glocke aus dem Werk nach Paris zu bringen und zerschlagen zu lassen, um den Beweis für die Schmiedbarkeit der Stücke zu erbringen; Krupps Ruf als Fachmann war danach beschädigt. Auf der Londoner Ausstellung von 1862 stellte der Bochumer Verein unter anderem eine Glocke von 2,66 m unterem Durchmesser und einem Gewicht von 10.000 kg vor. Diese Glocke läutete die zweite Weltausstellung in Paris 1867 ein. Jakob Mayer wurde von Napoleon III. zum Ritter der französischen Ehrenlegion ernannt, Kaiser Wilhelm I. verlieh ihm den Kronenorden, der württembergische König den Friedrichs-Orden, Papst Leo XIII. den Gregoriusorden. Bis 1928 waren bereits 30.000 Kirchenglocken im Bochumer Werk hergestellt worden. Das Unternehmen stellte industriell Glocken bis 1970 her.